# ヴァナキュラー文化

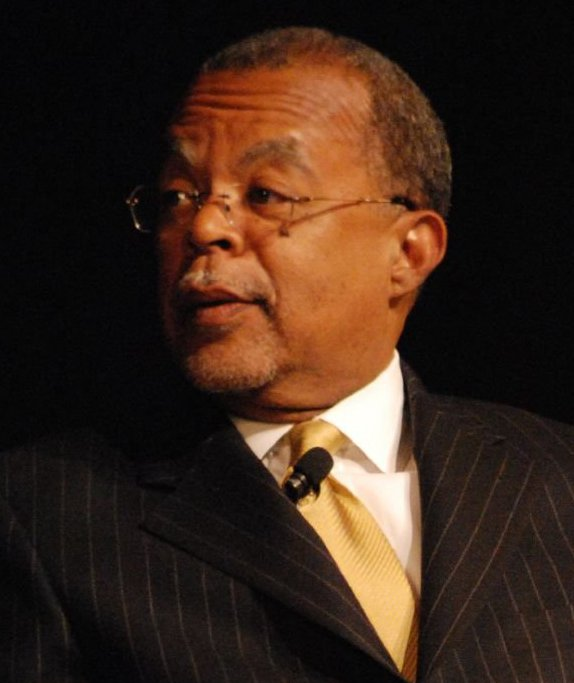
アフリカ系アメリカの言語文化のヴァナキュラーな側面を「シグニファイン」と表現したヘンリー・ルイス・ゲイツ・ジュニア

ヴァナキュラー文化 (vernacular culture) とは、ある集団の人々の生活に深く関連した文化と、その文化の根底にねざしている固有の伝統様式をさす。

## ヴァナキュラーの定義
ヴァナキュラー "vernacular" とは、言葉や病気や建築様式などが、その土地や時代や共同体に「特有の」「固有の」「世俗の」という意味の英語である。ヴァナキュラーという概念はそのままでは日本語に訳しにくく理解しにくいが、個別の事例を考えれば非常に分かりやすい。

### ヴァナキュラー言語
ヴァナキュラー言語 (vernacular language) は、特定の民族や人種、時代や土地に固有の言葉をあらわし、「公用語」「共通語」といわれる言語とは対極にある言語、つまりはその土地の言葉、その民族の言葉、現地語、日常語、方言などをあらわす。例えば、英語圏では、アメリカの南部英語 (southern English) や、アフリカ系アメリカの口語英語 (AAVE: African American Vernacular English) とよばれる黒人英語 (Ebonics) などもこれらのうちに含まれる。ここでは "vernacular" は「口語」と訳してもいい。

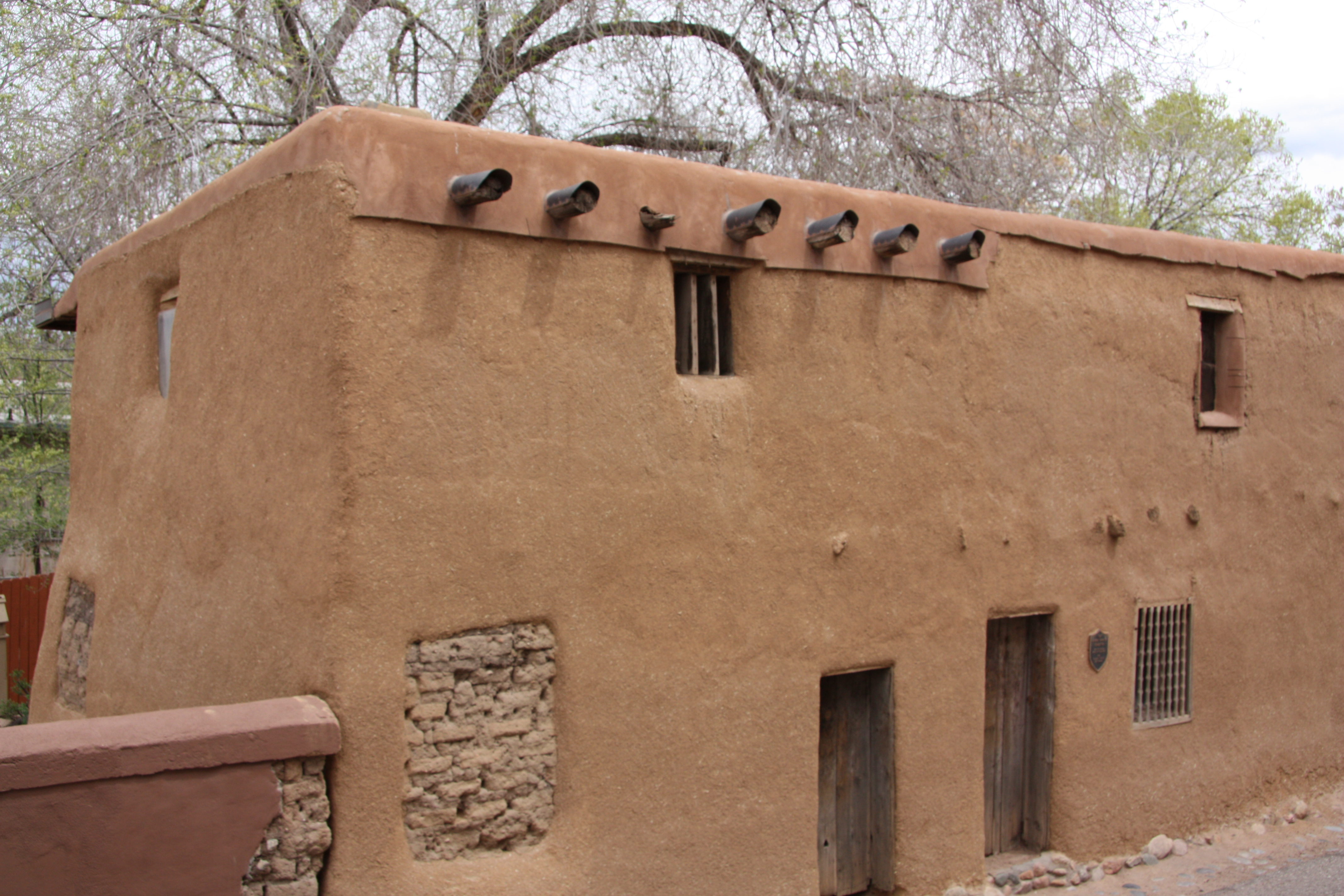
サンタ・フェで今も現存する最も古い家は先住民のアドビ建築を取り入れている。

### ヴァナキュラー建築
ヴァナキュラー建築 (vernacular architecture) は、名のある建築家が作る建築物とは異なる、その土地の風土に根差した庶民の建築物、1964年にバーナード・ルドフスキーが「建築家のいない建築物」(Architecture without Architects) と語ったものであり、例えば日本の豪雪地帯、白川郷・五箇山の合掌造りや、暑さ寒さの厳しいアメリカ大平原地帯に住む先住民族のアドビ建築などをみればわかりやすい。その土地の風土にしっかりと密着した建築様式である。

### ヴァナキュラー文学
また、今まで「古典」(canon) とされてきた作品、例えばウィリアム・シェイクスピアやナサニエル・ホーソーンや森鷗外ばかりが「文学」ではない。文学を持たない民族は劣等民族だという偏見の吹き荒れた20世紀から脱却し、高度な口承 (oral) の技術で伝えられていくアイヌ神話、またはマザー・グースのような童謡、ある場所や集団に伝わる伝説、といった口承文学 (oral literature)、そして民族や土地の言葉で生き生きと描かれたゾラ・ニール・ハーストンなどの文学の力とダイナミズムが注目され、発掘され、見直されるようになった。
また、黒人奴隷のように法律的に文字と自由な表現を奪われた者たちが、どのように力強い文化表現をしてきたのかも研究されるようになってきた。ハーバード大学で初めてのアフリカン・アメリカン・スタディーズの研究機関を創設したヘンリー・ルイス・ゲイツ・ジュニアは、権威ある文学アンソロジーのシリーズで初の黒人文学版に、テキストだけではなく黒人霊歌や労働歌やスピーチの音声CDを添付させることにこだわった。こうしたヴァナキュラーな文化要素が黒人文学を理解するうえで不可欠であるからだ。

### ヴァナキュラー料理
ユダヤ料理は、世界中に分布するユダヤの料理であるが、戒律に書かれているユダヤ教の食のタブー（カシュルート）や祭礼に一様に規定されつつも、何世紀にもわたり様々なユダヤのコミュニティーで様々な場所で進化を続けて生きた。アシュケナジム、セファルディム、ミズラヒム、イラン系、イエメン系、そして土地さまざまなな入植地、それぞれのユダヤ料理にそれぞれのヴァリエーションがあり歴史がある。

## ヴァナキュラー研究
ヴァナキュラーというコンセプトそのものには、人類が十九世紀から歩んできた統一的な国家主義に対する批判と脱構築の力が内在している。だからこそヴァナキュラーな文化要素は中心に収斂され圧迫されてきた。言葉を統一化し管理しようとした沖縄県の方言札や寄宿舎学校制度などは、国家主義にとって必要な政策であった。日本の研究者菅豊はこう述べている。
少々乱暴にいうならば、ヴァナキュラーという語には、文字に対する口頭、普遍に対する土着、中央に対する地方、権力に対する反権力、権威に対する反権威、正統に対する異端、オフィシャルに対するアンオフィシャル、フォーマルに対するインフォーマル、ハイに対するロー、パブリック（公）に対するプライベート（私）、プロフェッショナルに対するアマチュア、エリートに対する非エリート、マジョリティに対するマイノリティ、不特定多数に対する集団、集団に対する個人、高踏に対する世俗、市場に対する反市場、非日常に対する日常、仕事に対する趣味、他律に対する自律、意識に対する無意識、洗練に対する野卑、教育に対する独学、テクノロジーに対する手仕事などなど、実に多様な含意を込めることが可能である。もちろん、このような単純な二項対立ではっきりと腑分けできるものではなく、実際はその対立の境界が溶融しているところでアクティブに蠢いている語ととらえるべきであろう。そのため、未だにvernacularという語に対する日本語での定訳はない。私があえてその語を翻訳するならば、「野」に「生きる」という意味での「野生」、あるいは「野性」と訳すであろう。
ポスト・コロニアリズムやフェミニズムなど、現代的ではあるがなかなか定着しない知識形態は日本に多い。ヴァナキュラーをどう日本語で定義づけることができるのか、ヴァナキュラー研究がどのように日本で受容され研究されていくのか、これからの課題である。